# Ballet Nacional de España
El Ballet Nacional de España (BNE) es una compañía de danza fundada en 1978. Forma parte del Instituto Nacional de las Artes Escénicas y de la Música (INAEM) y cuenta con un destacado número de giras anuales nacionales e internacionales que aseguran su proyección mundial. Su cometido fundamental consiste en preservar y difundir el rico patrimonio coreográfico español, recogiendo su pluralidad estilística y sus tradiciones, representadas por sus distintas formas: académica, estilizada, folclore, bolera y flamenca.
Además, el BNE tiene también como propósito el utilizar músicas de compositores españoles, especialmente difundiendo la música para danza de compositores de la primera mitad del siglo XX como Falla, Albéniz, Hallfter y un largo etcétera.
Sus oficinas y salas de ensayo se encuentran en el Paseo de la Chopera, 4, junto al Palacio de Cristal del Parque de la Arganzuela de Madrid (España). Su sede de exhibición habitual es el Teatro de la Zarzuela.

## Historia

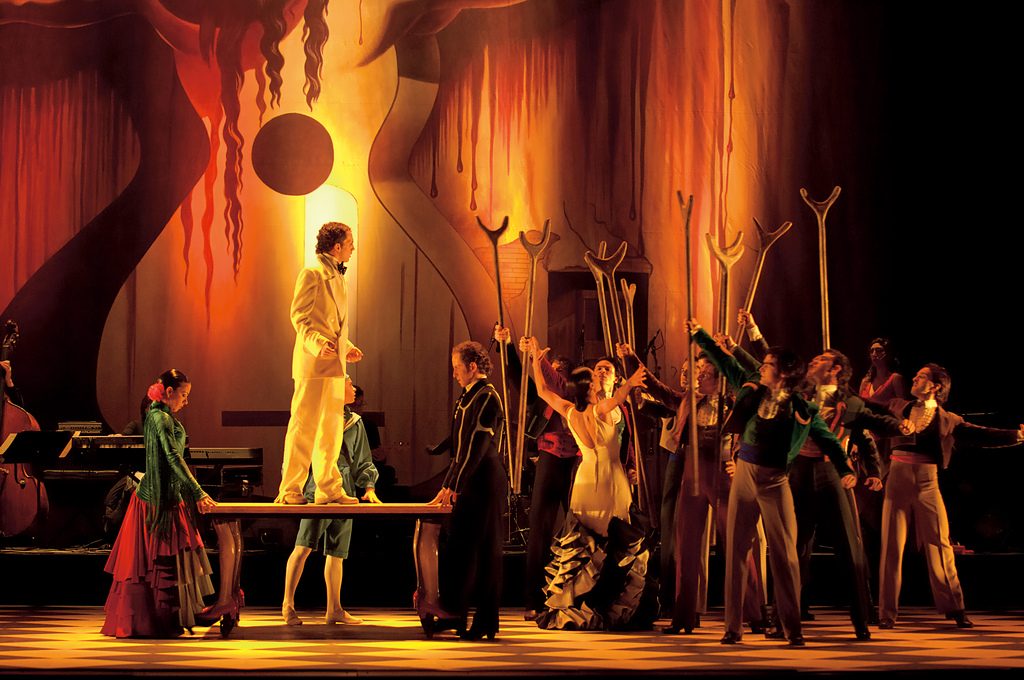
Ballet Nacional de España en el Teatro de la Zarzuela.

La idea de una compañía de Danza Española ha tenido un largo recorrido. Desde mediados del siglo XIX hasta principios del siglo XX los géneros evolucionaron de una manera temperamental y espontánea, de forma que en ese momento se establecía una clara separación de sexos: las mujeres bailaban alegrías, tientos y tanguillos; los hombres zapateados, farrucas y alegrías. En el Teatro Real existía un ballet español que aglutinaba bailes nacionales con el baile estrictamente académico y que fue dirigido por Manuel Mercé, padre de la pionera del Ballet Español, Antonia Mercé “La Argentina”, que fue la que llegó a confeccionar un proyecto bastante acabado de creación de una compañía oficial, que no llegó a llevarse a cabo.
El espectáculo predecesor para que el Ballet Español adquiriera un estatus cercano al ballet clásico fue el primer ballet con argumento: “El Sombrero de Tres Picos”, sobre la novela homónima de Pedro Antonio de Alarcón, estrenado el 22 de julio de 1919 en el Teatro Alhambra de Londres e interpretado por la compañía de Ballets Russes de Diaghilev, con la coreografía de Massine y el diseño de vestuario y escenografía de Picasso.
Este ballet dramatizado, con elementos híbridos del ballet clásico y del español, supone la fundación de un camino que seguirán coreografías de repertorio del Ballet Nacional de España como Bodas de Sangre (1979, Gades – Lorca) o Medea (1984, Granero – Séneca – Nieva – Manolo Sanlúcar). Antonio Ruiz Soler “El Bailarín” tomará la idea creativa de este montaje y creará una nueva coreografía de Danza Española en 1958, coreografía que en 1981 retomará con la escenografía y los figurines de Picasso ya como director del Ballet Nacional de España.
Desde la primera mitad del siglo XX la difusión de las distintas escuelas de danza española se hace internacional, con bailarines y coreógrafos de fama mundial como Vicente Escudero, La Argentinita, Pilar López, Mariemma, José de Udaeta, Carmen Amaya, Rafael Aguilar, los Pericet o la pareja Rosario y Antonio. Tal es su prestigio que una de las primeras decisiones en política cultural del gobierno de Adolfo Suárez de la época, previo a las primeras elecciones generales democráticas en España, fue el crear la institución del Ballet Nacional Español (ahora Ballet Nacional de España, BNE)
El BNE nació con la voluntad de ser la compañía pública de danza española embajadora de este patrimonio por el mundo ya desde que se fundara en 1978 con Antonio Gades como primer director. La Compañía debutó en España en el Teatro Principal de Valencia el 11 de junio de 1979 con un doble programa que incluía las siguientes piezas:
- Escenas Vascas (Mariemma - J. Guridi)
- Flamenco (Antonio Gades, El Güito, Paco Fernández)
- Fandango (Mariemma – A.Soler)
- Bodas de Sangre (Antonio Gades – Emilio de Diego, Perelló y Monreal)
- Concierto de Aranjuez (Pilar López – J.Rodrigo)
- Rango (Rafael Aguilar – Lorca – Gregoriano y música popular)
- Fantasía Galaica (Antonio Ruiz Soler – Ernesto Halffter)

Pese al gran número de directores que ha tenido a través de su historia, la trayectoria del Ballet Nacional ha seguido un recorrido con una evolución consecuente, siempre enriqueciendo la Danza Española actual con el patrimonio coreográfico y musical pasado. Han sido coreógrafos invitados por la compañía en su trayectoria Alberto Lorca, Antonio Gades, Antonio Ruiz Soler, Pilar López Júlvez, Rafael Aguilar, Manuela Vargas, José Granero, Victoria Eugenia “Betty”, Guillermina Martínez “Mariemma”, Antonio Canales, Blanca del Rey, Israel Galván, José Antonio Ruiz, Juanjo Linares, o Pedro Azorín entre muchos otros.
Dirigido por Antonio Najarro desde septiembre de 2011, el BNE es en la actualidad el mayor exponente de la danza española, mostrando todos los estilos del baile español en los más destacados teatros del mundo a través de muy distintos espectáculos que abarcan tradición y vanguardia. En coreografías como Suite Sevilla, Ángeles Caídos, Sorolla, Alento o Zaguán el director ha contado con jóvenes coreógrafos invitados con muy diferentes personalidades y estéticas dancísticas con el principal objetivo de divulgar y preservar la danza, abarcando a públicos más amplios. Asimismo da protagonismo al repertorio de la danza española recuperando piezas como Medea, Grito, Ritmos, Bolero (J. Granero), Paso a cuatro, Farruca, Viva Navarra y Jota de la Dolores. Después del Homenaje realizado a Rafael Aguilar se ha incorporado igualmente al repertorio del ballet su Bolero.
Antonio Najarro también ha apoyado otras iniciativas que relacionan la danza con otras disciplinas creativas como la moda (desfiles programados con vestuario escénico en Siente el Vestuario del BNE 2014 y 2015; desfile de las bailarinas del BNE en la presentación del modisto Duyos en la Mercedes-Benz Fashion Week de Madrid), la fotografía (Exposición Sorolla de fotos de David Palacín en el Museo Sorolla, basadas en el espectáculo homónimo del BNE) o las artes plásticas (exposición Soñar y Crecer con el Ballet Nacional de España del artista plástico David Vaamonde, expuesta en la Sala de las Bóvedas del Centro Cultural Conde Duque). También ha favorecido la creatividad de los propios bailarines de la compañía con las galas de Los bailarines del BNE, crean (2013, 2014 y 2015), en las que los bailarines del BNE han creado sus propias obras y las han representado en sesiones abiertas al público. En cuanto a la creación de nuevos públicos, son frecuentes las visitas de los conservatorios y escuelas de toda España para ver los ensayos del BNE y las visitas a ensayos o actividades solidarias de la compañía dirigidas a personas de todas las edades con y sin discapacidad.
En esta misma línea, el BNE ha creado su Círculo de Amigos para apoyar la difusión y conocimiento de la danza española dentro y fuera del país.
En febrero de 2016, Marca España y el Ballet Nacional de España, firmaron un convenio para impulsar el patrimonio cultural y artístico de la danza española y que contribuya a mejorar su conocimiento y difusión internacional.

## Premios
Entre los premios obtenidos a lo largo de sus casi cuatro décadas de funcionamiento, destacan:
- Premio de la Crítica al Mejor Espectáculo Extranjero (1988) en el Metropolitan Opera House de Nueva York.[6]
- Premio de la Crítica Japonesa (1991).[7]
- Premio de la Crítica al Mejor Espectáculo (1994) en el Teatro Bellas Artes de México.[7]
- Premio del Diario El País (1999) al mejor espectáculo por Poeta.[7]
- Premio de la Crítica y del Público (2002) a la mejor coreografía por Fuenteovejuna, de Antonio Gades, en el VI Festival de Jerez.[7]
- Premio Teatro de Rojas (Toledo) al Mejor Espectáculo de Danza en 2008, 2010 y 2012.[7]
- Premio Extraordinario a las Artes Escénicas 2010 del Festival Internacional del Cante de las Minas (Murcia), por su magnífica contribución a la preservación y difusión del mejor flamenco.[6]
- Premio FEAPS 2014 (Confederación Española de Organizaciones en favor de las Personas con Discapacidad Intelectual) por la colaboración en la inclusión social.[8]

## Directores
1. Antonio Esteve Ródenas, "Antonio Gades" (1978–1980)
2. Antonio Ruiz Soler, "Antonio el Bailarín" (1980–1983)
3. María Dolores Gómez de Ávila, "María de Ávila" (1983–1986)
4. José Antonio Ruiz de la Cruz, "José Antonio" (1986–1992)
5. Aurora Pons, Nana Lorca y Victoria Eugenia (Dirección tripartita) (1993–1997)
6. Aída Gómez (1998–2001)
7. Elvira Andrés (2001–2004)[9]
8. José Antonio Ruiz de la Cruz, "José Antonio" (2004–2011)[10]
9. Antonio Najarro (2011–2019)[11]
10. Rubén Olmo (2019–actualidad)[12]